# Carol Alt
Pour les articles homonymes, voir Alt.
Carol Alt est une actrice américaine et un modèle de Playboy née le 1er décembre 1960 à Long Island (New York) aux États-Unis qui a débuté par du mannequinat dans l'agence Elite, découverte par John Casablancas.

## Biographie

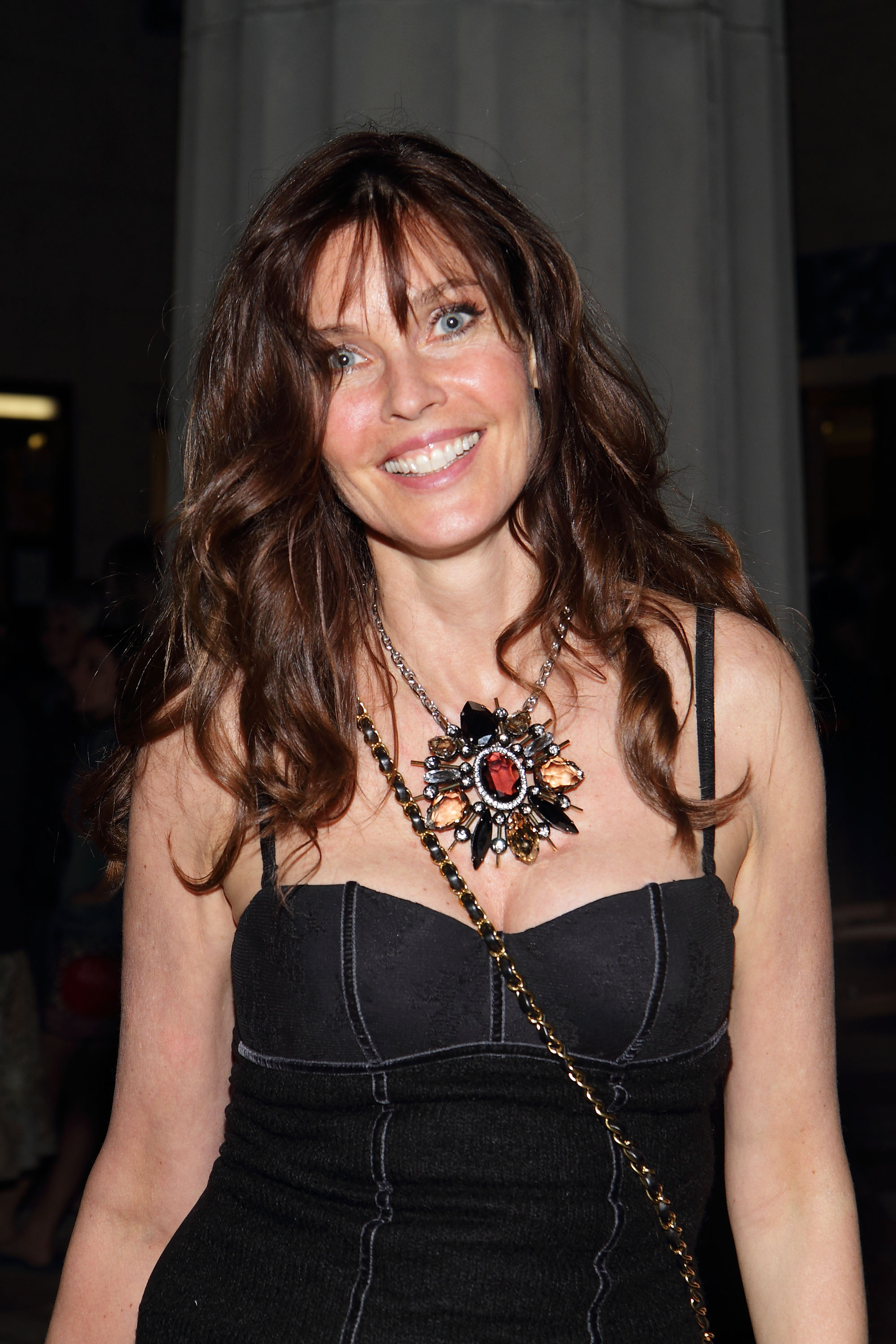
Carol Alt lors du Festival international du film de Miami 2012.

Elle débute comme mannequin en 1979 puis commence une carrière au cinéma en 1987 dans Via Montenapoleone. Elle joue sur scène en Amérique dans la comédie musicale Sweet charity dirigé par Bob Fosse.
Fin 2007 elle tourne l'émission de télé réalité de Donald Trump The Celebrity Apprentice, pour une diffusion début 2008. Elle se fait virer par Trump lors de l'avant dernière tâche.
À 47 ans, elle a posé seins nus dans le numéro de décembre 2008 de Playboy.
En 2009 elle participe à la 5e saison de l'émission italienne Ballando con le stelle. Elle est éliminée au bout de la 4e semaine.
En septembre 2013, elle rejoint Fox News pour y présenter sa propre émission d'une demi-heure le samedi après-midi, A Healthy You & Carol Alt.
Elle a épousé Ron Greschner, un joueur de hockey avec les Rangers de New York, en 1983. Ils ont divorcé en 1996. Alt a alors entretenu une relation à long terme avec l'ancien joueur de hockey professionnel Alexei Yashin.

## Filmographie
- 1983 : Portfolio : Elite Model
- 1986 : Via Montenapoleone : Margherita
- 1987 : Mes quarante premières années (I miei primi 40 anni) de Carlo Vanzina : Marina
- 1987 : Houston Knights (TV)
- 1989 : Il vizio di vivere (TV) : Rosanna
- 1988 : Treno di panna : Marsha Mellows
- 1988 : Bye Bye Baby : Sandra
- 1989 : Mortacci : Alma Rossetti
- 1989 : La più bella del reame : Marina Ripa di Meana
- 1989 : Le Prince du désert ("Principe del deserto, Il") (feuilleton TV) : Catherine Saunders
- 1991 : Miliardi : Betta
- 1991 : Ange ou Démon : Veronica Flame
- 1991 : Vendetta: Secrets of a Mafia Bride (TV) : Nancy
- 1992 : Un ours nommé Arthur (Un orso chiamato Arturo) de Sergio Martino : Alice
- 1992 : La Loi du désert (Beyond Justice) : Christine Sanders
- 1992 : Due vite, un destino (TV)
- 1992 : La Voie de l'amour ("Missione d'amore") (feuilleton TV) : Stella
- 1993 : Anni 90 - Parte II : Barbara / Sally
- 1993 : Thunder in Paradise (vidéo) : Kate LaRue
- 1993 : Vendetta II: The New Mafia (TV) : Nancy Pertinace
- 1994 : Thunder in Paradise II (vidéo) : Kelly LaRue
- 1994 : Ring of Steel : Tanya
- 1994 : Caraïbes offshore ("Thunder in Paradise") (série TV) : Kelly LaRue
- 1995 : Deadly Past : Saundra
- 1995 : Thunder in Paradise 3 (vidéo) : Kelly LaRue
- 1995 : Il grande fuoco (it) (feuilleton TV) : Anna Capilupi
- 1996 : Crackerjack 2 : Dana Townsend
- 1997 : Parties intimes (Private Parts) : Gloria
- 1998 : Pensando all'Africa (feuilleton TV)
- 1998 : Storm Trooper : Grace
- 1998 : Sous haute protection (The Protector) : Agent Monica McBride
- 1998 : Jeux de piste (Catch Me If You Can) (TV) : Trish Gannon
- 1999 : Terre d'espérance ("Sotto il cielo dell'Africa") (feuilleton TV) : Monica Marini
- 1999 : Revelation : Cindy Bolton
- 1999 : Amazon (série TV) : Karen Oldham
- 2001 : My Best Friend's Wife : Judy
- 2002 : Hitters : Marie
- 2003 : The Look : Edy LaFontaine
- 2004 : Cultus : Organismes Génétiquement Monstrueux (Snakehead Terror) : Lori Dale
- 2005 : Mattie Fresno and the Holoflux Universe : Phoebe Lynn
- 2005 : Swarmed (TV) : Cristina Brown
- 2005 : The Signs of the Cross : Linda
- 2006 : Confiance fatale (Fatal Trust) (TV) : Jessica
- 2007 : Homo erectus : la reine Fallopia
- 2008 : The Man Who Came Back de Glen Pitre :
- 2012 : To Rome with Love : Carol